# David Gómez Alonso
David Gómez Alonso (Valladolid, 4 d'abril de 1974) és un futbolista castellanolleonès, que ocupa la posició de defensa.

## Trajectòria
Format al planter del Real Valladolid, debuta amb el primer equip a la màxima categoria a la campanya 96/97, en la qual hi disputa cinc partits, tots cinc de titular. De nou al filial, hi roman a la disciplina val·lisoletana fins a 1998.
Sense continuïtat al Valladolid, entre 1998 i 2000 milita al Real Murcia. L'estiu del 2000 fitxa pel Talavera CF, on roman una campanya abans de marxar al Pájara Playas de Jandía. El 2003 retorna a les files del Talavera.